# بيل ميلر (موسيقي)
بيل ميلر (بالإنجليزية: Bill Miller)‏ هو موسيقي وعازف بيانو أمريكي، ولد في 3 فبراير 1915 في نيويورك في الولايات المتحدة، وتوفي في 11 يوليو 2006 في مونتريال في كندا بسبب نوبة قلبية.

## وصلات خارجية
- بيل ميلر على موقع IMDb (الإنجليزية)
- بيل ميلر على موقع ميوزك برينز (الإنجليزية)
- بيل ميلر على موقع ديسكوغز (الإنجليزية)
- بيل ميلر على موقع قاعدة بيانات الفيلم (الإنجليزية)